# Cran (imprenta)

El cran es la hendidura que se encuentra a la derecha.

El cran en tipografía es una muesca que tiene cada letra de imprenta para que, al colocarla en el componedor, pueda el cajista conocer si ha quedado en la posición conveniente. Más técnicamente, 
esta palabra se define como la hendidura que tienen las letras en el árbol, y sirve para que el cajista identificase al tacto la posición de la letra. Algunas letras tienen dos y tres cranes.
Comenzaron a usarse a mediados del siglo xvi, y se realizaba colocando un alambre en el molde donde se fundía el tipo. En la tipografía digital, el cran ha desaparecido, pues carece de sentido.
Algunos tratadistas emplean cran como sinónimo del inglés kern o kerning, que hace referencia al proceso de ajustar el espaciado entre pares de letras. Con este valor tiene escaso uso, pues se prefiere dejar el término inglés o se emplean otras alternativas como interletraje o interletra. Esta equivalencia proviene del homónimo francés, con un significado parecido a orejeta, que denota el pequeño saliente que tenían que hacer los tipógrafos en las piezas de plomo debido a la morfología de algunos caracteres para que la siguiente letra no quedara muy separada visualmente (se trata, por tanto, de un falso amigo).